# Харэрге

Харэрге на карте Эфиопии

Харэрге (амх. ሐረርጌ) — бывшая провинция (регион) Эфиопии, существовавшая в 1942—1994 годах. Располагалась в восточной части страны. Столица — город Харэр.
Провинцию Харэр образовали в 1942 году после освобождения Эфиопии от итальянской оккупации. В 1960 году от провинции Харэр отделили территорию новой провинции Бале.
По данным 1970 года провинция Харэр имела следующее административное деление:
| Субпровинции                           | Районы |
| -------------------------------------- | --- |
| 1. Гара-Гурача (центр — Эррэр)         | 1. Айша (центр — Айша) 2. Афдэм (центр — Афдэм) 3. Гоуани (центр — Гоуани) 4. Дэмбэль (центр — Араби) 5. Миесо (центр — Миесо) 6. Шинниле (центр — Шинниле) 7. Эррэр (центр — Эррэр) |
| 2. Гара-Мулета (центр — Грауа)         | 1. Бэдэно (центр — Бэдэно) 2. Грауа (центр — Грауа) 3. Курфа-Чэле (центр — Курфа-Чэле) |
| 3. Годе (центр — Годе)                 | 1. Ададиле 2. Годе 3. Дэнан (центр — Дэнан) 4. Эми |
| 4. Гурсум (центр — Гурсум)             | 1. Бабиле (центр — Бабиле) 2. Гурсум (центр — Гурсум) |
| 5. Джиджига (центр — Джиджига)         | 1. Джиджига (центр — Джиджига) 2. Кэбрэ-Бэя (центр — Кэбрэ-Бэя) 3. Тэфэри-Бэр (центр — Тэфэри-Бэр) |
| 6. Дыре-Дауа (центр — Дыре-Дауа)       | 1. Гургура (центр — Дыре-Дауа) 2. Кэрса (центр — Кэрса) |
| 7. Дэгэх-Бур (центр — Дэгэх-Бур)       | 1. Ауаре (центр — Ауаре) 2. Дарор (центр — Дарор) 3. Дихун (центр — Дихун) 4. Дэгэх-Бур (центр — Дэгэх-Бур) 5. Дэгэх-Медо (центр — Дэгэх-Медо) 6. Сэгэг (центр — Сэгэг) 7. Фик (центр — Фик) 8. Хамэрро (центр — Хамэрро) 9. Харшин (центр — Харшин)                                                                   |
| 8. Кэбри-Дэхар (центр — Кэбри-Дэхар)   | 1. Дэбэуойн (центр — Дэбэуойн) 2. Кэбри-Дэхар (центр — Кэбри-Дэхар) 3. Шилабо (центр — Шилабо) 4. Шэекош (центр — Шэекош) |
| 9. Кэллафо (центр — Кэллафо)           | 1. Кэллафо (центр — Кэллафо) 2. Мустахиль (центр — Мустахиль) 3. Ферфер (центр — Ферфер) |
| 10. Уобэра (центр — Дэдэр)             | 1. Горо-Гуту (центр — Карамиле) 2. Дэдэр (центр — Дэдэр) 3. Метта (центр — Чэленко) |
| 11. Уольуоль и Уордер (центр — Уордер) | 1. Бох (центр — Бох) 2. Гэлади (центр — Гэлади) 3. Дамот (центр — Дамот (Доомо)) 4. Уордер (центр — Уордер) |
| 12. Харэр (центр — Харэр)              | 1. Алем-Мая (центр — Алем-Мая) 2. Джарсо (центр — Джарсо) 3. Комбольча (центр — Комбольча) 4. Фэдиса (центр — Фэдиса) 5. Хундэне (Харэр) |
| 13. Чэрчэр (центр — Асбэ-Тэфэри)       | 1. Анчар (центр — Чэлелека) 2. Боке-Гудо (центр — Боке-Гудо) 3. Губа-Корича (центр — Кэмона) 4. Даролебу (центр — Мэчэта) 5. Доба (центр — Доба) 6. Куни (центр — Бэдеса) 7. Мэсэла (центр — Мэсэла) 8. Туло (центр — Хирна) 9. Хабро (центр — Гэлемсо) 10. Харауача (центр — Харауача) 11. Чиро (центр — Асбэ-Тэфэри) |

В 1974 году провинцию Харэр, как и все провинции Эфиопии, преобразовали в регион. В 1976 году регион Харэр переименовали в регион Харэрге.
В 1994 году после введения нового административного деления Эфиопии регион Харэрге упразднили, а его территория разделили между Афаром, Оромией и Сомали.